# Helmut Mistol
Helmut Mistol (* 26. August 1935) ist ein ehemaliger deutscher Boxer.

## Leben
Der im sächsischen Zedtlitz geborene Mistol boxte als Amateur für den Hamburger Box-Club Heros, im Januar 1956 gab er seinen Einstand als Berufsboxer. Im März 1959 wurde Mistol durch einen Punktsieg über Ernst Zetzmann deutscher Meister im Weltergewicht. Seine erste Niederlage musste er bei seinem ersten Kampf im Ausland einstecken: Mistol verlor im November 1959 in Kopenhagen gegen den Dänen Chris Christensen.
Seine zweite Niederlage ereilte ihn im März 1961. Er traf in Berlin auf den Niederländer Harko Kokmeijer. Schon in der ersten Runde wurde Mistol angezählt, in der sechsten Runde wurde er nach wiederholtem Kopfstoßen disqualifiziert. Seinen letzten Profikampf bestritt er Ende September 1961 in der Hamburger Ernst-Merck-Halle gegen Hector Constance aus Trinidad. Mistol gewann den Kampf umstritten per Abbruchsieg in der sechsten Runde.
Im Frühjahr 1962 kam Mistol in Untersuchungshaft, ihm wurde Zuhälterei vorgeworfen.